# Lophorrhachia aciculata
Lophorrhachia aciculata är en fjärilsart som beskrevs av Claude Herbulot 1983. Lophorrhachia aciculata ingår i släktet Lophorrhachia och familjen mätare. Inga underarter finns listade i Catalogue of Life.